# Parafia św. Antoniego Padewskiego w Krynicy-Zdroju
Parafia św. Antoniego Padewskiego – rzymskokatolicka parafia znajdująca się w Krynicy-Zdroju. Parafia należy do diecezji tarnowskiej i dekanatu Krynica-Zdrój. Erygowana w 1980 roku.
Z rąk biskupa Wiktora Skworca, nominację na proboszcza parafii otrzymał ks. Jan Wnęk, który 15 sierpnia 2010 r. przejął parafię po poprzedniku, ks. Ludwiku Kiełbasie.

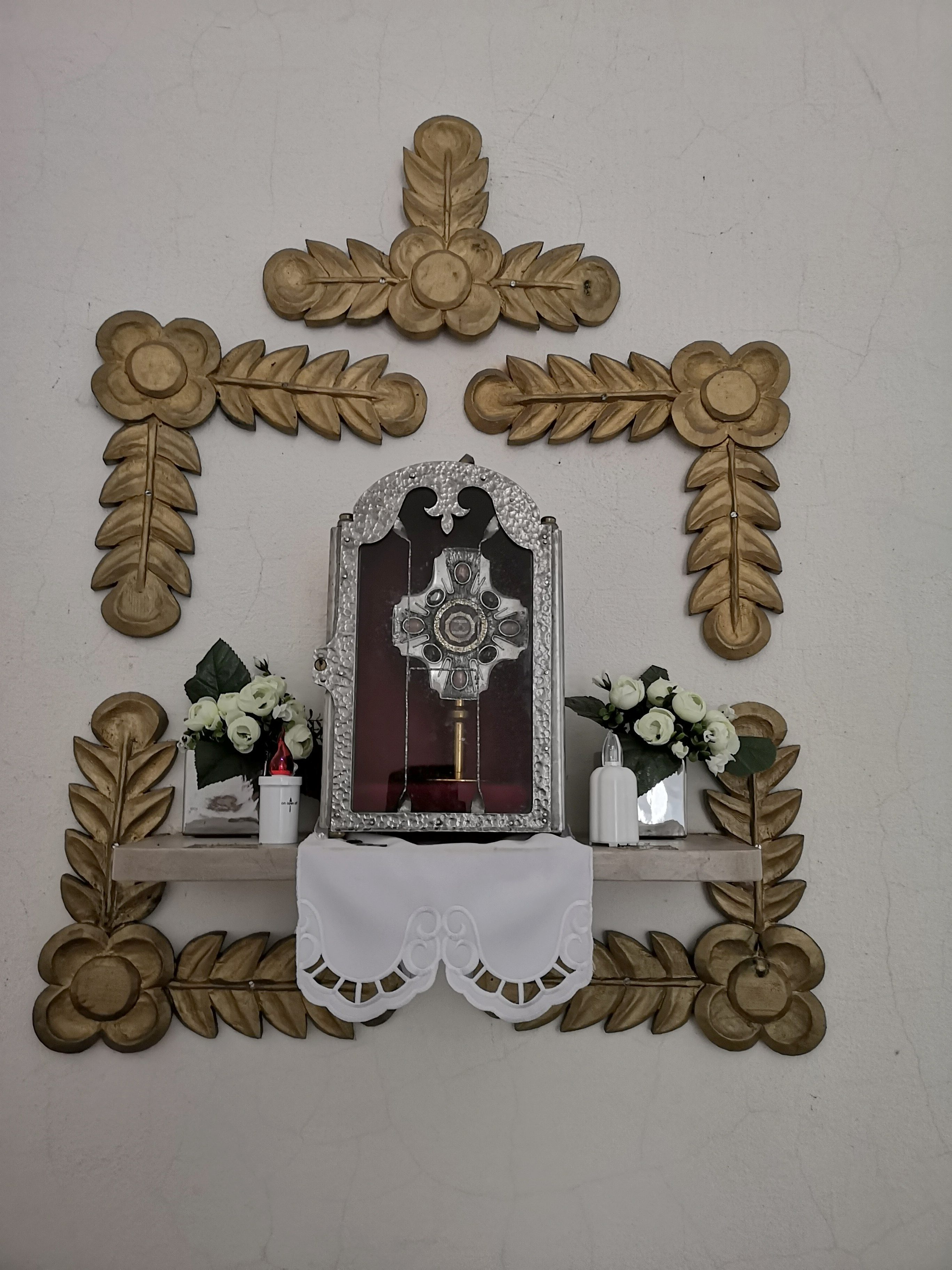
Relikwie św. Antoniego w kościele św. Antoniego w Krynicy
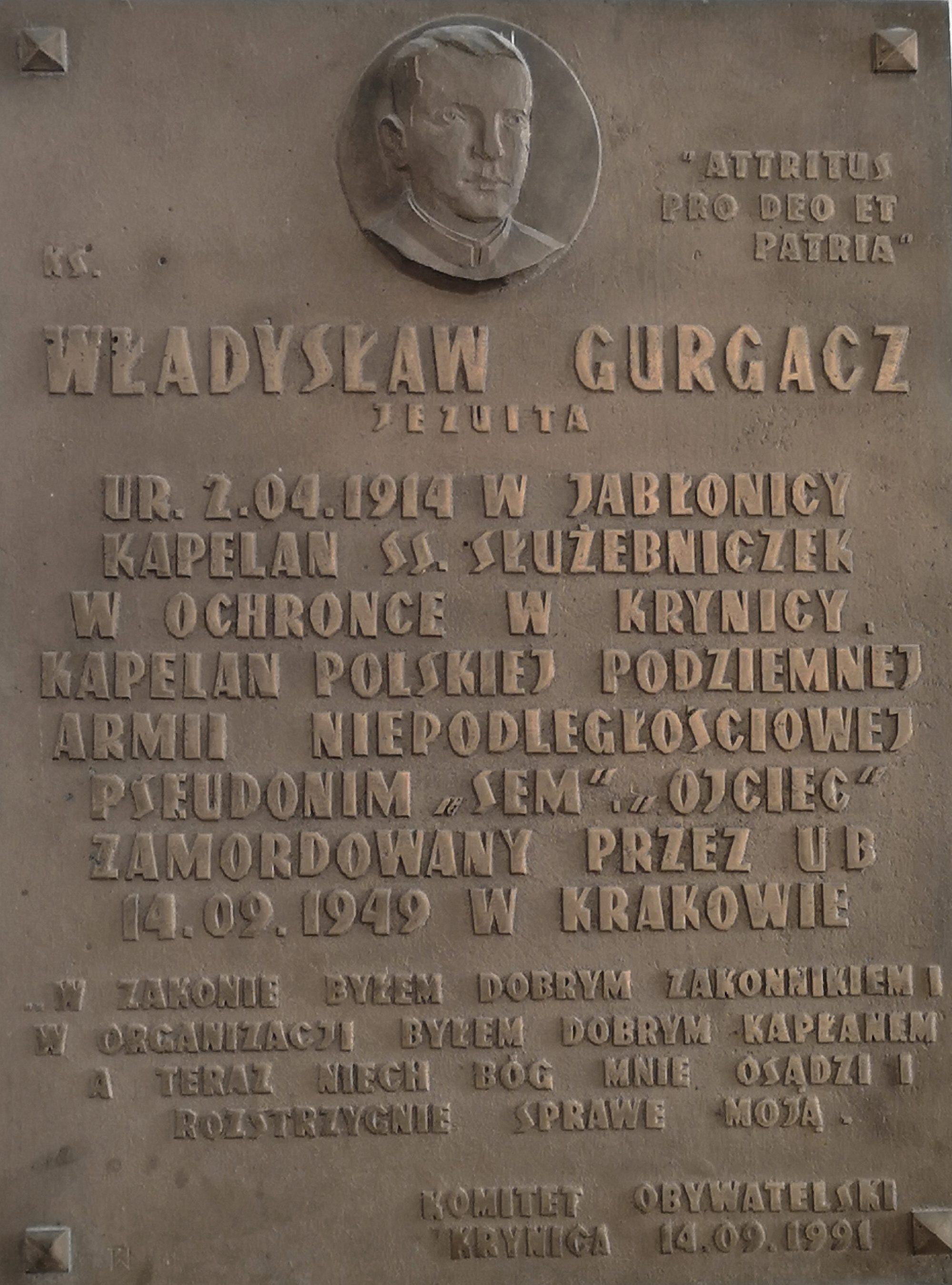
Tablica pamięci ks. Władysława Gurgacza - Kościół św. Antoniego w Krynicy